# چد چنینگ
چَد چنینگ (به انگلیسی: Chad Channing) زادهٔ ۳۱ ژانویه ۱۹۶۷ در کالیفرنیا، نوازندهٔ درامز آمریکایی است که بیشتر به‌عنوان عضو پیشین گروه گرانج نیروانا شناخته می‌شود.
چنینگ در آلبوم Bleach و قطعاتی از آلبوم برگزیده آثار گروه با نام زنا نوازندگی درامز را برعهده داشت و در سال ۱۹۹۰ جای‌اش را به دن پترز داد. پترز هم زمان زیادی در گروه باقی نماند و در نهایت این دیو گرول بود که از سال ۱۹۹۱ این شانس را پیدا کرد تا نیروانا را به‌عنوان درامر ثابت همراهی کند.
با وجود این‌که نقش چنینگ در شکل‌گیری آلبوم اول گروه و تأثیر او بر موسیقی نیروانا غیرقابل انکار است، شهرت دیو گرول به‌خاطر موفقیتی که آلبوم‌های مهم نیست(۱۹۹۱) و در رَحِم(۱۹۹۳) به‌دست آوردند از او بیشتر است.